# Margherita Bays
Margherita Bays, in francese Marguerite Bays (Siviriez, 8 settembre 1815 – Siviriez, 27 giugno 1879), è stata una terziaria francescana svizzera. Beatificata nel 1995, è stata proclamata santa da papa Francesco nel 2019.

## Biografia
Nacque l'8 settembre 1815 in Svizzera, a La Pierraz, frazione di Siviriez, nel Canton Friburgo, seconda dei sette figli di Giuseppe Bays e Maria Giuseppina Morel, modesta famiglia di agricoltori. Preferì la condizione laicale a quella religiosa, restando nubile e cercando di santificarsi nella vita familiare e parrocchiale. Alternava l'attività di sarta alla preghiera, con la messa quotidiana e il rosario. Si dedicava anche all'apostolato, insegnando il catechismo ai bambini e preparando alla vita matrimoniale le future spose e madri. Aiutava inoltre i poveri e visitava i malati e i moribondi.
Nel 1853 si ammalò di tumore intestinale, ma chiese alla Madonna di guarirla da quella malattia per il disagio psicologico che le creava, sostituendola con sofferenze che la facessero partecipare alla Passione di Gesù. Guarì l'8 dicembre 1854, nel giorno in cui papa Pio IX proclamava il dogma dell'Immacolata Concezione, e da allora portò le stigmate, la cui origine mistica fu dichiarata dal vescovo di Losanna e Ginevra, Étienne Marilley, dopo gli opportuni esami medici. Nel 1860 entrò nell'Ordine francescano secolare, che allora si chiamava Terz'ordine francescano. Morì in odore di santità il 27 giugno 1879; le sue spoglie si trovano nella chiesa parrocchiale di Siviriez.

## Beatificazione e canonizzazione
Fu beatificata da papa Giovanni Paolo II il 29 ottobre 1995, dopo il necessario riconoscimento di un miracolo riguardante Marcel Ménétrey, studente diciannovenne sopravvissuto nel 1940 a un incidente alpinistico, e divenuto in seguito presbitero. 
Il 15 gennaio 2019 papa Francesco autorizzó la promulgazione di un decreto con cui veniva riconosciuta miracolosa la vicenda di una bambina di due anni, Virginia, rimasta praticamente illesa dopo essere finita sotto le ruote di un trattore. Durante il concistoro ordinario pubblico del 1º luglio 2019 papa Francesco annunció che Margherita Bays sarebbe stata canonizzata il 13 ottobre 2019.
La memoria liturgica di Santa Margherita Bays è fissata al 27 giugno.